# LUST CRUSADERS - OTHER SIDE OF BEAT CRUSADERS
『LUST CRUSADERS - OTHER SIDE OF BEAT CRUSADERS』（ルスト・クルセイダース-アザー・サイド・オブ・ビート・クルセイダース）は、日本のロックバンド、BEAT CRUSADERSのコンピレーション・アルバム。2010年10月6日、lastrum よりリリース。

## 概要
本作はインディーズ時代のレアトラック、スプリットアルバムやコンピレーションアルバムに収録されていた楽曲やさらには未発表曲を集めたアルバムである。
なお、インディーズ時代で発表されたビークルのアルバム未収録曲の中で、「ホワイトソング」「南回帰線」「MICKEY MOUSE CLUB MARCH」「キャンディマン」は収録されなかった。また8cmシングル曲も全て収録されている。
ブックレットにはヒダカトオルと渡辺忍(元CAPTAIN HEDGE HOG・現ASPARAGUS)との対談が掲載されている。
なお、発売日である2010年10月6日には、コンピレーションアルバム『REST CRUSADERS』がデフスターレコーズより同時発売された。選曲や曲順も本作に総じている。

## 収録曲
1. ISOTONIC with CAPTAIN HEDGE HOG
  - スプリットミニアルバム『WXY』収録曲。
2. BELINDA
  - スプリットアルバム『OZZY』収録曲。
3. BABY FACE with SKAYMATE'S
  - スプリットアルバム『OZZY』収録曲。
4. HEYx2, LOOKx2 (未発表オリジナルver.)
  - 未発表オリジナルバージョン。『SEXCITE!』レコーディング時お蔵入りにしていたが、後にメジャーデビュー後に発表した。
5. SAD SONG (未発表 ver.)
  - 4thアルバム『SEXCITE!』収録曲の未発表ヴァージョン。
6. CAPA-CITY
  - 3rdシングル曲。シングルはキャンペーン用に配布された非売品である。ベストアルバム『BEST CRUSADERS』に収録されたものと同じ。
7. DIGGIN’ IN THE STREET with RUDE BONES 
  - スプリットシングル『DIGGIN’ IN THE STREET』収録曲。
8. TIME SPENT WITH YOU
  - スプリットシングル『DIGGIN’ IN THE STREET』収録曲。RUDE BONESの楽曲のカバー。
9. 青空 with Masafumi Isobe and FRIENDS 
  - オムニバスシングル『THE BLUE HEARTS tribute』収録曲。
10. SECOND THAT EMOTION (未発表ver.) 
  - 『FORESIGHTS』収録曲の未発表ヴァージョン。アルバム盤とほぼ同じだが一部のリフが異なる。
11. LONG DISTANCE
  - オムニバスアルバム『It's Gonna Be ALLright』収録曲。
12. BLOWN OUT AGAIN
  - スプリットシングル『POWERED BY PUNK vol.1』収録曲。
13. JUMPIN’ JIVE
  - 3rd big MAXI SINGLE『HANDSOME ACADEMY』収録曲。
14. ALL I WANT IS YOU
  - 3rd big MAXI SINGLE『HANDSOME ACADEMY』収録曲。
15. DEBASER
  - オムニバスアルバム『Tribute To The Pixies』収録曲。
16. FIRESTARTER (single ver.)
  - 2ndシングル曲、オリジナルシングルバージョン。アルバム『ALL YOU CAN EAT』、ベストアルバム『BEST CRUSADERS』にはアルバムバージョンで収録された。シングルバージョンとの違いは、曲の入り方（イントロ）・アウトロが大幅にカットされている点である。ちなみにシングルに収録されたのはこちらの音源である。
17. FIRESTARTER RIMIX
  - playnoteによる同曲のリミックスバージョン。
18. JOKER IN THE CROTCH  (未発表アコースティックver.)
  - 『ALL YOU CAN EAT』収録曲の未発表アコースティックヴァージョン。
19. BLISTER BLUES (未発表アコースティックver.)
  - 『ALL YOU CAN EAT』収録曲の未発表アコースティックヴァージョン。
20. 99 LUFTBALLONS
  - オムニバス『CLASS OF THE 80'S GREEN』収録曲。
21. KIDS IN AMERICA
  - オムニバス『CLASS OF THE 80'S ORANGE』収録曲。
22. 秘密戦隊ゴレンジャー
  - オムニバス『特撮狂』収録曲。
23. E.C.D.T'
  - デビュー曲。1stシングル『NEVER POP ENOUGH e.p.』、1stアルバム『HOWLING SYMPHONY OF... 』収録曲。ベストアルバム『BEST CRUSADERS』に収録されたものと同じ。
24. ATTENTION, PLEASE
  - 1stシングル『NEVER POP ENOUGH e.p.』収録曲。ベストアルバム『BEST CRUSADERS』に収録されたものと同じ。
25. PONDEROS (acoustic)
  - 1stシングル『NEVER POP ENOUGH e.p.』収録曲。ベストアルバム『BEST CRUSADERS』に収録されたものと同じ。
26. ATTENTION, PLEASE (未発表アコースティックver.)
  - 同曲の未発表アコースティックライブバージョン。